# Michel Polnareff

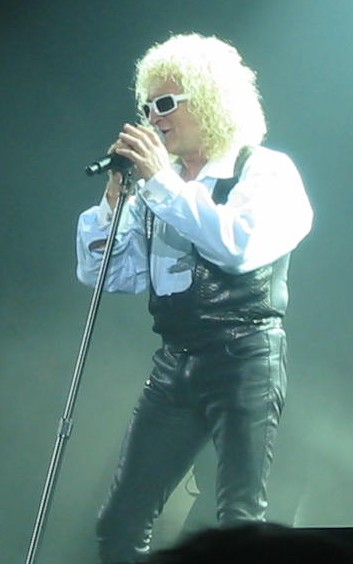
Michel Polnareff (2007)

Michel Polnareff (* 3. Juli 1944 in Nérac im Département Lot-et-Garonne) ist ein französischer Chansonnier, Komponist und Textautor.

## Leben

### Frühe Jahre
Polnareffs Vater, der Komponist und Jazzpianist Léo Poll war Exilrusse, seine Mutter Simone Lane, eine Tänzerin, Bretonin. Seine Eltern erkannten schon früh die musikalische Begabung des Kindes und setzten ab dem 4. Lebensjahr alles auf eine klassische Ausbildung mit dem Schwerpunkt Klavier. In seiner 2004 erschienenen Autobiographie schildert Polnareff seine Kindheit unter dem Despotismus eines prügelnden Vaters, der ihm abverlangte, überall der Beste zu sein, aber keinerlei Rücksicht auf seine kindlichen Bedürfnisse nahm.
Polnareff besuchte das Conservatoire National de Région de Paris, wo er im Alter von elf Jahren im Fach Musiklehre den ersten Preis errang. Nach dem Abitur versuchte Polnareff zunächst noch, es seinem Vater recht zu machen und leistete sieben Monate lang seinen Militärdienst in Montluçon ab, wo er Pauke im Orchester spielte. Danach arbeitete er bei einer Versicherung und bei einer Bank. Dennoch nahmen die Spannungen zu, bis Polnareff 1964 seinem Elternhaus den Rücken kehrte. In Montmartre stieß er zu den Beatniks, wechselte vom Klavier zur Gitarre und wurde Straßenmusiker. Eine Initialzündung war 1965 ein Wettbewerb in dem damals angesagten Lokomotivclub, den Polnareff gewann. Der als Preis in Aussicht gestellte Plattenvertrag mit dem bekannten Label Barclay interessierte Polnareff jedoch nicht. Er sah sich als Komponist, nicht als Chansonnier. Erst der Rat von Noel „Paul“ Stookey, Mitglied des amerikanischen Trios Peter, Paul and Mary, brachte ihn dazu, seine Lieder selbst zu interpretieren.

### Erfolgsjahre

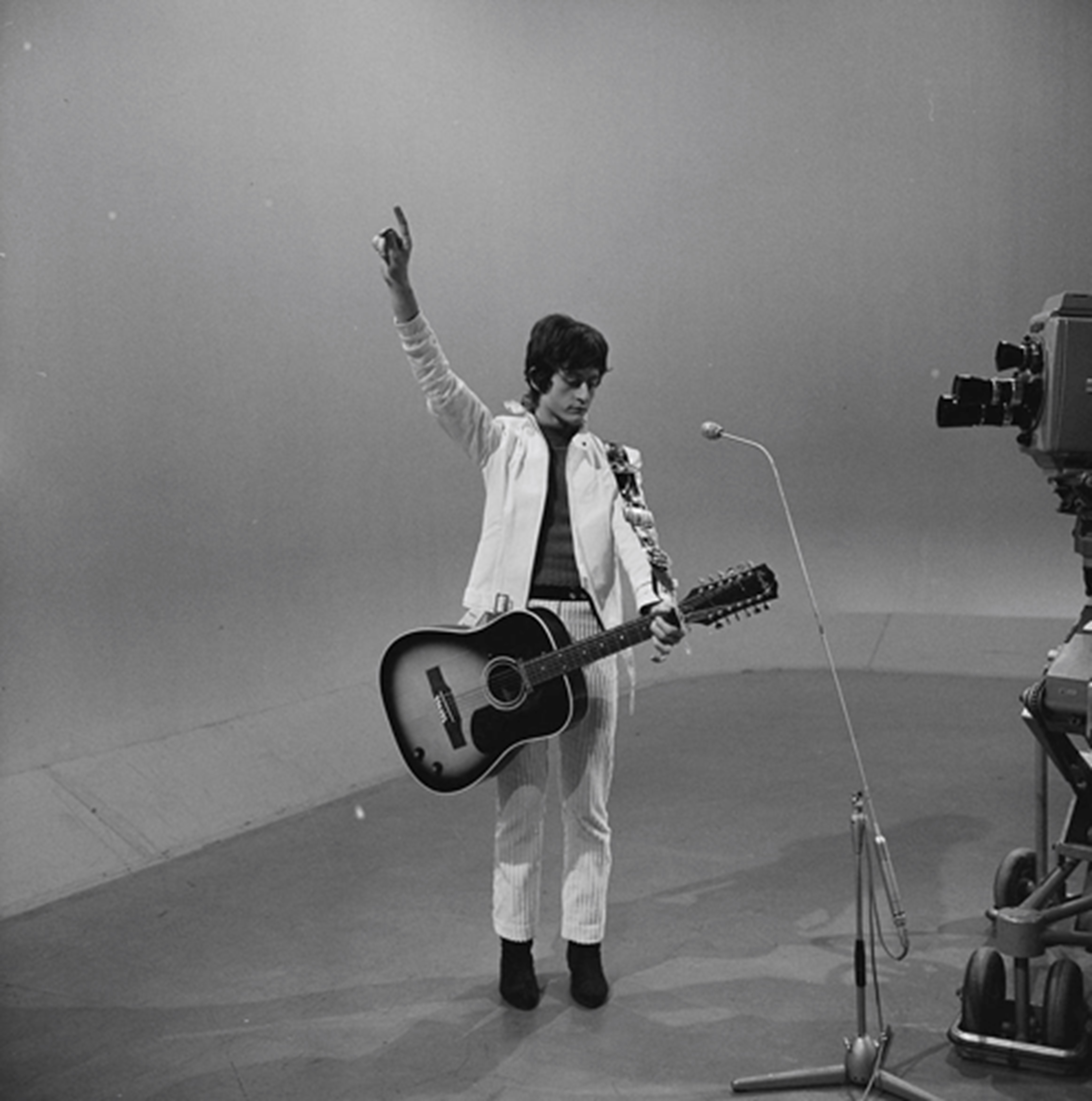
Polnareff (1967)

Seinem Klassenkameraden Gérard Woog verdankte Polnareff den Kontakt zu Lucien Morisse, dem Programmchef des Radiosenders Europe 1, der ihn dazu brachte, einen Vertrag mit dem Schallplattenverlag Disc’AZ zu unterschreiben. Morisse wurde sein Manager und ermöglichte ihm seine erste Plattenaufnahme. La poupée qui fait non wurde 1966 veröffentlicht und sein erster großer Erfolg. Den Vorschlag, seinen Namen für den englischsprachigen Markt zu ändern, lehnte Polnareff ab. Darüber hinaus bestand er – wegen der technischen Möglichkeiten – auf einem Tonstudio in London. Dort traf er unter anderem auf Jimmy Page, John Paul Jones und Big Jim Sullivan.
Im selben Jahr erschien seine zweite Single, die mit einem langen, klassisch anmutenden Klavier-Intro beginnt: Love Me, Please Love Me. Wesentlich mehr Aufmerksamkeit erregte die B-Seite der Aufnahme. L’amour avec toi wurde von den Radiostationen erst nach 22 Uhr gespielt, weil es zur damaligen Zeit als Tabubruch galt, Sexualität offen anzusprechen.
1967 stand Polnareff zusammen mit Big Jim Sullivan als Vorgruppe der Beach Boys zum ersten Mal auf der Bühne des legendären Pariser Olympia. In Deutschland eröffnete er die Konzerte von Marianne Faithfull, durch die er Mick Jagger kennenlernte. In Belgien trat Polnareff mit Jeff Beck auf. In diesem Jahr entstanden weitere Titel wie Âme Câline, dessen Melodie er angeblich einem Vogel abgelauscht hatte.
Es entstanden die neoromantische Ballade Le Bal des Laze (stilistisch Ähnliches machten Procol Harum und The Moody Blues) und das fetzige Country-and-Western-Stück Y’a qu’un cheveu. Gleichzeitig bat der französische Regisseur Jean-Louis Barrault Polnareff um Musik für sein Rabelais-Stück. Im selben Jahr begegnete Polnareff der Produzentin Annie Fargue, die das Musical Hair nach Paris gebracht hatte. Sie wurde seine Mentorin und blieb bis zu ihrem Tod 2011 seine Geschäftspartnerin.
Im Jahre 1970 stand er mit eigener Show auf der Bühne des Olympia und ging im Anschluss auf Tournee durch Frankreich. In Rueil-Malmaison wurde er am 4. Juni auf der Bühne körperlich angegriffen, was ihn in eine schwere Depression stürzte. Am 11. September 1970 beging sein Manager Lucien Morisse Selbstmord. Ihm widmete er das Chanson Qui a tué Grand’ Maman? Mit seinem Lied Je suis un homme trat Polnareff selbstbewusst und humorvoll den kursierenden Gerüchten entgegen, er sei homosexuell.

### Exiljahre in Los Angeles
Bis in die 1970er Jahre hinein verkaufte Polnareff einige Millionen Tonträger. Wegen erheblicher Steuerschulden setzte er sich 1973 in die USA ab. Polnareff hatte die finanzielle Seite seiner Karriere einem Manager übertragen und wurde vermutlich betrogen. Nach jahrelangem Prozessieren vor französischen Gerichten erlangte er letztlich einen Freispruch.
1985 kehrte er für einige Jahre nach Frankreich zurück, zunächst in das kleine Dorf Fontenay-Trésigny (Département Seine-et-Marne), dann in das Pariser Hotel Le Royal Monceau, wo er sein Album Kama-Sutra produzierte. Ein Comeback-Versuch mit dem Album Incognito blieb relativ erfolglos.
Im Jahr 2004 wurde der Sänger von Reportern der französischen Zeitschrift Paris Match in der Nähe von Los Angeles gefunden. Er lebte dort zurückgezogen und anonym, war jedoch 1995 im legendären The Roxy in Los Angeles aufgetreten. Von diesem Konzert liegt ein Mitschnitt vor.

### Gegenwart
Polnareff ist weiterhin musikalisch aktiv, produziert und steht auch privat in Kontakt mit bekannten Musikern: So war er, wie er selbst schreibt, in den früheren Jahren in Los Angeles Mittelstürmer in einer Hobby-Soccer-Mannschaft, in der auch Rod Stewart und Elton John mitspielten.
Der französische Künstler Pascal Obispo nahm 2003 eine Polnareff gewidmete Doppel-CD (Studio und live) mit dem Titel Fan auf, die Coverversionen von bekannten Polnareff-Songs enthielt. Im Jahr 2006 veröffentlichte Star Academy, das französische Pendant zu Deutschland sucht den Superstar, eine CD mit 14 Polnareff-Titeln.
Im Jahr 2007 gelang Polnareff nach 34 Jahren Abwesenheit ein Comeback mit einer ausverkauften Tournee durch Frankreich und Belgien. Am 7. Dezember 2007 erschien der Mitschnitt eines Konzertes in Bercy. Die CD kletterte auf Platz 13 der französischen Charts.
2010 wurde bekannt, dass er wieder ein neues Album aufgenommen habe. Im Dezember 2010 wurde Polnareff erstmals Vater. Zusammen mit seiner langjährigen Freundin Danyellah bekam er einen Sohn. Im Februar 2011 bekannte Polnareff jedoch, dass das Kind nicht von ihm sei.
Markenzeichen von Michel Polnareff ist neben der Lockenfrisur unter anderem das Tragen einer weißen Sonnenbrille. Die Brille war zunächst wegen seines starken Augenleidens notwendig geworden, entwickelte sich dann aber zu Polnareffs Markenzeichen. Erst 1994 unterzog er sich einer Operation, die ihm das Augenlicht rettete.

## Diskografie

### Alben
| Jahr | Titel                        | Höchstplatzierung, Gesamtwochen, AuszeichnungChartplatzierungen (Jahr, Titel, Platzierungen, Wochen, Auszeichnungen, Anmerkungen) | Höchstplatzierung, Gesamtwochen, AuszeichnungChartplatzierungen (Jahr, Titel, Platzierungen, Wochen, Auszeichnungen, Anmerkungen) | Höchstplatzierung, Gesamtwochen, AuszeichnungChartplatzierungen (Jahr, Titel, Platzierungen, Wochen, Auszeichnungen, Anmerkungen) | Höchstplatzierung, Gesamtwochen, AuszeichnungChartplatzierungen (Jahr, Titel, Platzierungen, Wochen, Auszeichnungen, Anmerkungen) | Anmerkungen |
| Jahr | Titel                        | FR | BEW | DE | CH | Anmerkungen |
| ---- | ---------------------------- | --- | --- | --- | --- | --- |
| 1966 | Michel Polnareff             | — | — | DE5 (12 Wo.)DE | — | |
| 1972 | Polnarevolution              | — | BEW140 (2 Wo.)BEW | — | — | Charteinstieg in BEW erst 2014                                                                                  |
| 1972 | Polnareff à Tokio            | FR152 (1 Wo.)FR | — | — | — | Charteinstieg in FR erst 2022                                                                                   |
| 1996 | Live At The Roxy             | FR1 Platin · (36 Wo.)FR | BEW11 (14 Wo.)BEW | — | — | |
| 2001 | Nos (maux) mots d’amour      | — | BEW156 (1 Wo.)BEW | — | — | Charteinstieg in BEW erst 2014                                                                                  |
| 2003 | Passé présent                | FR182 ×2Doppelplatin · (1 Wo.)FR                                                                                                  | BEW4 (68 Wo.)BEW | — | CH96 (1 Wo.)CH | Erstveröffentlichung: 25. August 2003 Charteinstieg in FR erst 2016 Best of mit 41 neu gemischten Titeln, 2 CDs |
| 2004 | Passé simple                 | FR96 (8 Wo.)FR | BEW172 (2 Wo.)BEW | — | — | Erstveröffentlichung: 29. Oktober 2004 Charteinstieg in FR erst 2014, in BEW erst 2012 Best of mit 19 Titeln    |
| 2006 | Les 100 plus belles chansons | — | BEW13 (30 Wo.)BEW | — | — | Best of mit einem neuen Lied 'Ophélie flagrant des lits', 5 CDs                                                 |
| 2007 | Ze(Re)Tour 2007              | FR13 Gold · (18 Wo.)FR | BEW27 (15 Wo.)BEW | — | CH69 (2 Wo.)CH | Erstveröffentlichung: 7. Dezember 2007 Live, 2 CDs                                                              |
| 2009 | Triple Best Of               | — | BEW85 (39 Wo.)BEW | — | — | Erstveröffentlichung: 27. November 2009 Charteinstieg erst 2011                                                 |
| 2016 | À l’Olympia 2016             | FR31 (10 Wo.)FR | BEW20 (31 Wo.)BEW | — | — | Erstveröffentlichung: 2. Dezember 2016                                                                          |
| 2016 | Polnabest                    | FR108 Gold · (4 Wo.)FR | BEW34 (31 Wo.)BEW | — | — | Erstveröffentlichung: 2. Dezember 2016                                                                          |
| 2017 | Pop rock en stock            | FR109 (1 Wo.)FR | — | — | — | Erstveröffentlichung: 8. Dezember 2017                                                                          |
| 2018 | Enfin!                       | FR4 Gold · (15 Wo.)FR | BEW7 (13 Wo.)BEW | — | CH29 (2 Wo.)CH | Erstveröffentlichung: 30. November 2018 Live, 2 CDs                                                             |
| 2022 | Polnareff chante Polnareff   | FR4 Gold · (20 Wo.)FR | BEW3 (11 Wo.)BEW | — | CH20 (5 Wo.)CH | Erstveröffentlichung: 18. November 2022                                                                         |
| 2025 | Un temps pour elle           | FR7 (… Wo.)FR | BEW8 (… Wo.)BEW | — | CH71 (… Wo.)CH | Erstveröffentlichung: 25. April 2025                                                                            |

grau schraffiert: keine Chartdaten aus diesem Jahr verfügbar
Weitere Alben
- 1968: Le bal des Laze
- 1969: Disques d’or des disque d’or (Best of)
- 1971: Polnareff’s
- 1971: La folie des grandeurs (Soundtrack)
- 1972: Disques d’or des disque dor No. 2 (Best of)
- 1974: Michel Polnareff (mit 'I love you because', 'Tibili'…)
- 1975: Fame à la mode (FR: Gold)
- 1976: Lipstick (Soundtrack)
- 1978: Coucou me revoilou (FR: Gold)
- 1981: Bulles (FR: Platin)
- 1984: La Vengeance du serpent à plumes (Soundtrack)
- 1985: Incognito (FR: Gold)
- 1990: Kâma-Sûtra× (FR: ×2Doppelgold )
- 1999: Nos mots d’amour (Best of)

### Singles
| Jahr | Titel Album                                    | Höchstplatzierung, Gesamtwochen, AuszeichnungChartplatzierungen (Jahr, Titel, Album, Platzierungen, Wochen, Auszeichnungen, Anmerkungen) | Höchstplatzierung, Gesamtwochen, AuszeichnungChartplatzierungen (Jahr, Titel, Album, Platzierungen, Wochen, Auszeichnungen, Anmerkungen) | Höchstplatzierung, Gesamtwochen, AuszeichnungChartplatzierungen (Jahr, Titel, Album, Platzierungen, Wochen, Auszeichnungen, Anmerkungen) | Anmerkungen                                 |
| Jahr | Titel Album                                    | FR | BEW | DE | Anmerkungen                                 |
| ---- | ---------------------------------------------- | --- | --- | --- | ------------------------------------------- |
| 1966 | La poupée qui fait non Love Me, Please Love Me | — | — | DE15 (28 Wo.)DE |                                             |
| 1966 | Love Me, Please Love Me                        | FR127 (2 Wo.)FR | — | DE21 (22 Wo.)DE | Charteinstieg in FR erst 2014               |
| 1966 | Meine Puppe sagt non –                         | — | — | DE38 (2 Wo.)DE | Deutsche Version von La poupée qui fait non |
| 1966 | L’amour avec toi Love Me, Please Love Me       | FR189 (1 Wo.)FR | — | — | Charteinstieg in FR erst 2012               |
| 1967 | Ta, ta, ta, ta Le bal des Laze                 | — | — | DE33 (6 Wo.)DE |                                             |
| 1968 | Le bal des Laze                                | FR123 (1 Wo.)FR | — | — | Charteinstieg in FR erst 2012               |
| 1969 | Dans la maison vide –                          | FR187 (1 Wo.)FR | — | — | Charteinstieg in FR erst 2012               |
| 1970 | Qui a tué Grand’ Maman? Polnareff's            | FR194 (1 Wo.)FR | — | — | Charteinstieg in FR erst 2012               |
| 1972 | Holidays –                                     | FR159 (1 Wo.)FR | — | — | Charteinstieg in FR erst 2012               |
| 1977 | Lettre à France Coucou me revoilou             | FR58 (9 Wo.)FR | — | — | Charteinstieg in FR erst 2012               |
| 1989 | Goodbye Marylou Kâma-Sûtra                     | FR16 (17 Wo.)FR | — | — |                                             |
| 1990 | Toi et moi... Kâma-Sûtra                       | FR45 (4 Wo.)FR | — | — |                                             |
| 1990 | Kâma-Sûtra                                     | FR47 (3 Wo.)FR | — | — |                                             |
| 1999 | Je rêve d’un monde –                           | FR20 (16 Wo.)FR | BEW31 (3 Wo.)BEW | — |                                             |
| 2005 | Ophélie flagrant des lits –                    | FR28 (24 Wo.)FR | — | — |                                             |
| 2015 | L’homme en rouge –                             | FR74 (2 Wo.)FR | BEW43 (1 Wo.)BEW | — | Erstveröffentlichung: 18. Dezember 2015     |

grau schraffiert: keine Chartdaten aus diesem Jahr verfügbar

## Filmografie (Auswahl)
- 1971: Das passiert immer nur den anderen (Ça n’arrive qu’aux autres)
- 1971: Die dummen Streiche der Reichen (La folie des grandeurs)
- 1974: Drei glorreiche Musketiere (Les trois mousquetaires)
- 1976: Eine Frau sieht rot (Lipstick)

## Auszeichnungen für Musikverkäufe
| Goldene Schallplatte - Frankreich - 1978: für das Album Love Me Please Love Me - 1991: für das Album La Compilation Platin-Schallplatte - Frankreich - 1996: für das Album La Compilation 66 / 91 | Diamantene Schallplatte - Frankreich - 2008: für das Videoalbum Ze (re)tour 2007 |

Anmerkung: Auszeichnungen in Ländern aus den Charttabellen bzw. Chartboxen sind in ebendiesen zu finden.
| Land/RegionAuszeichnungen für Musikverkäufe (Land/Region, Auszeichnungen, Verkäufe, Quellen) | Gold       | Platin     | Diamant  | Verkäufe  | Quellen         |
| -------------------------------------------------------------------------------------------- | ---------- | ---------- | -------- | --------- | --------------- |
| Frankreich (SNEP)                                                                            | 11× Gold11 | 5× Platin5 | Diamant1 | 2.425.000 | snepmusique.com |
| Insgesamt                                                                                    | 11× Gold11 | 5× Platin5 | Diamant1 |           |                 |